# Сьєрра-де-Періха
Сьє́рра-де-Періха́, Серрані́я-дель-Періха або Кордильє́ра-де-Періха (ісп. Serranía del Perijá) — гірський хребет, продовження андійської системи Кордильєра-Орієнталь, розташований на кордоні Колумбії і Венесуела, на південь від пустелі Ла-Ґуахіра, довжиною близько 310 км. Хребет відділяє бесейн озера Маракайбо від долини річки Сесар.
10°0′59″ пн. ш. 72°57′28″ зх. д. / 10.01639° пн. ш. 72.95778° зх. д.
| Колумбія | Це незавершена стаття з географії Колумбії. Ви можете допомогти проєкту, виправивши або дописавши її. |

| Венесуела | Це незавершена стаття з географії Венесуели. Ви можете допомогти проєкту, виправивши або дописавши її. |